# یواس‌اس چمبرز (دی‌ئی-۳۹۱)
یواس‌اس چمبرز (دی‌ئی-۳۹۱) (به انگلیسی: USS Chambers (DE-391)) یک کشتی بود که طول آن ۳۰۶ فوت (۹۳ متر) بود. این کشتی در سال ۱۹۴۳ ساخته شد.